# Kamal Abdullayev
Kamal Canbaxış oğlu Abdullayev ros. Кемал Джан-Бахиш оглы Абдуллаев (1927-1997) – radziecki i azerski dyrygent, Ludowy Artysta Azerbejdżańskiej SRR (1967). 
Od 1956 był członkiem KPZR. Od 1952 dyrygent, a w latach 1953-1959 główny dyrygent Azerbejdżańskiego Teatru Opery i Baletu. Od 1962 do 1969 był głównym dyrygentem Moskiewskiego Teatru Muzycznego imienia Stanisławskiego i Niemirowicza-Danczenki, od 1970 dyrygentem tego teatru. Od 1970 był wykładowcą в Moskiewskim Muzycznym Instytucie Pedagogicznym im. Gniesinów .